# Vaejovis mexicanus
Espèce
Synonymes
- Parabroteas montezuma Penther, 1913

Vaejovis mexicanus est une espèce de scorpions de la famille des Vaejovidae.

## Distribution
Cette espèce est endémique du Mexique. Elle se rencontre à Mexico, dans l'État de Mexico et au Morelos.

## Description

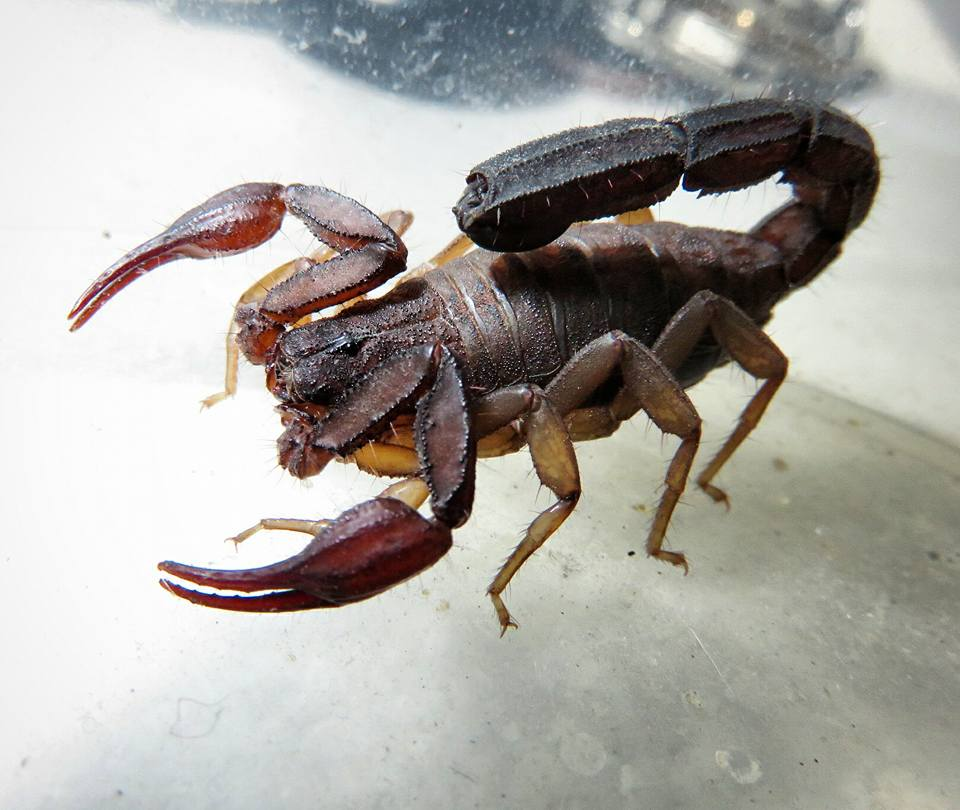
Vaejovis mexicanus

Vaejovis mexicanus mesure de 50 à 60 mm.

## Étymologie
Son nom d'espèce lui a été donné en référence au lieu de sa découverte, le Mexique.

## Publication originale
- C. L. Koch, 1836 : Die Arachniden. Nürnberg, vol. 3, p. 1-104 (texte intégral).